# 汉旺镇
汉旺镇是中国四川省德阳市绵竹市下辖的一个镇，位于绵远河上游，龙门山山前冲积平原上，因传说汉光武帝曾流寓于此而得名。全镇面积76.2平方公里，人口约57000人（2000年）。
汉旺镇下辖11个行政村和4个居委会，现有耕地1.4万亩，林地4.7万亩。该镇是东方汽轮机厂所在地。该镇是中国首批57个综合改革试点镇之一，经济以矿业为支柱，主要开采煤炭和磷。
2008年5月12日，该镇在汶川大地震中遭受重创。
2019年12月，撤销天池乡、拱星镇和兴隆镇，将其所属行政区域划归汉旺镇管辖。

## 行政区划
汉旺镇下辖以下地区：
集贤社区、汉新社区、方大社区、武都社区、群新村、牛鼻村、青龙村、东普村、武都村、白果村、新开村、群力村、大柏林村、凌法村、香山村和天池煤矿社区。